# Xylotoles pygmaeus
Xylotoles pygmaeus är en skalbaggsart som beskrevs av Thomas Broun 1923. Xylotoles pygmaeus ingår i släktet Xylotoles och familjen långhorningar. Inga underarter finns listade i Catalogue of Life.